# (29337) Hakurojo
(29337) Hakurojo est un astéroïde de la ceinture principale.

## Description
(29337) Hakurojo est un astéroïde de la ceinture principale. Il fut découvert le 6 janvier 1995 à Geisei par Tsutomu Seki. Il présente une orbite caractérisée par un demi-grand axe de 2,47 UA, une excentricité de 0,16 et une inclinaison de 6,3° par rapport à l'écliptique.

## Compléments